# Лабастид-Руэру
Лабасти́д-Руэру́ (фр. Labastide-Rouairoux, окс. La Bastida de Roairós) — коммуна во Франции, находится в регионе Юг — Пиренеи. Департамент — Тарн. Входит в состав кантона Мазаме-2 Валле-дю-Торе. Округ коммуны — Кастр.
Код INSEE коммуны — 81115.

## География

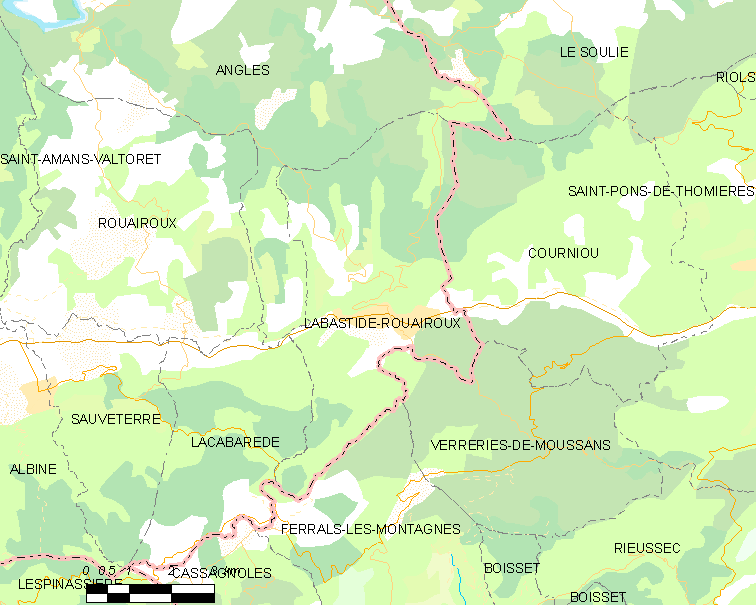
Карта коммуны

Коммуна расположена приблизительно в 600 км к югу от Парижа, в 100 км восточнее Тулузы, в 65 км к юго-востоку от Альби.
На юге коммуны протекает река Торе. Большую часть территории коммуны занимают леса.

## Климат
Климат умеренно-океанический. Зима мягкая и дождливая, лето жаркое с частыми грозами. Ветры довольно редки.

## Население
Население коммуны на 2010 год составляло 1539 человек.
| 1962 | 1968 | 1975 | 1982 | 1990 | 1999 | 2010 |
| ---- | ---- | ---- | ---- | ---- | ---- | ---- |
| 3313 | 3208 | 2858 | 2301 | 2027 | 1754 | 1539 |

## Администрация
| Период | Период | Фамилия        | Партия                              | Примечания |
| ------ | ------ | -------------- | ----------------------------------- | ---------- |
| 1947   | 1971   | Рене Фабр      |                                     |            |
| 1971   | 1977   | Ирене Кро      |                                     |            |
| 1977   | 1989   | Жак Кокий      | Французская коммунистическая партия |            |
| 1989   | 2008   | Мишель Турнье  |                                     |            |
| 2008   | 2014   | Франсуаза Фабр |                                     |            |
| 2014   | 2020   | Серж Лафон     |                                     |            |

## Экономика
В 2007 году среди 782 человек в трудоспособном возрасте (15—64 лет) 483 были экономически активными, 299 — неактивными (показатель активности — 61,8 %, в 1999 году было 63,3 %). Из 483 активных работали 376 человек (217 мужчин и 159 женщин), безработных было 107 (63 мужчины и 44 женщины). Среди 299 неактивных 61 человек были учениками или студентами, 118 — пенсионерами, 120 были неактивными по другим причинам.

## Достопримечательности
- Дольмен Пло-де-Лагант (эпоха неолита). Исторический памятник с 1889 года.[4]
- Музей текстиля, расположенный в здании бывшей фабрики XIX века.

## Фотогалерея

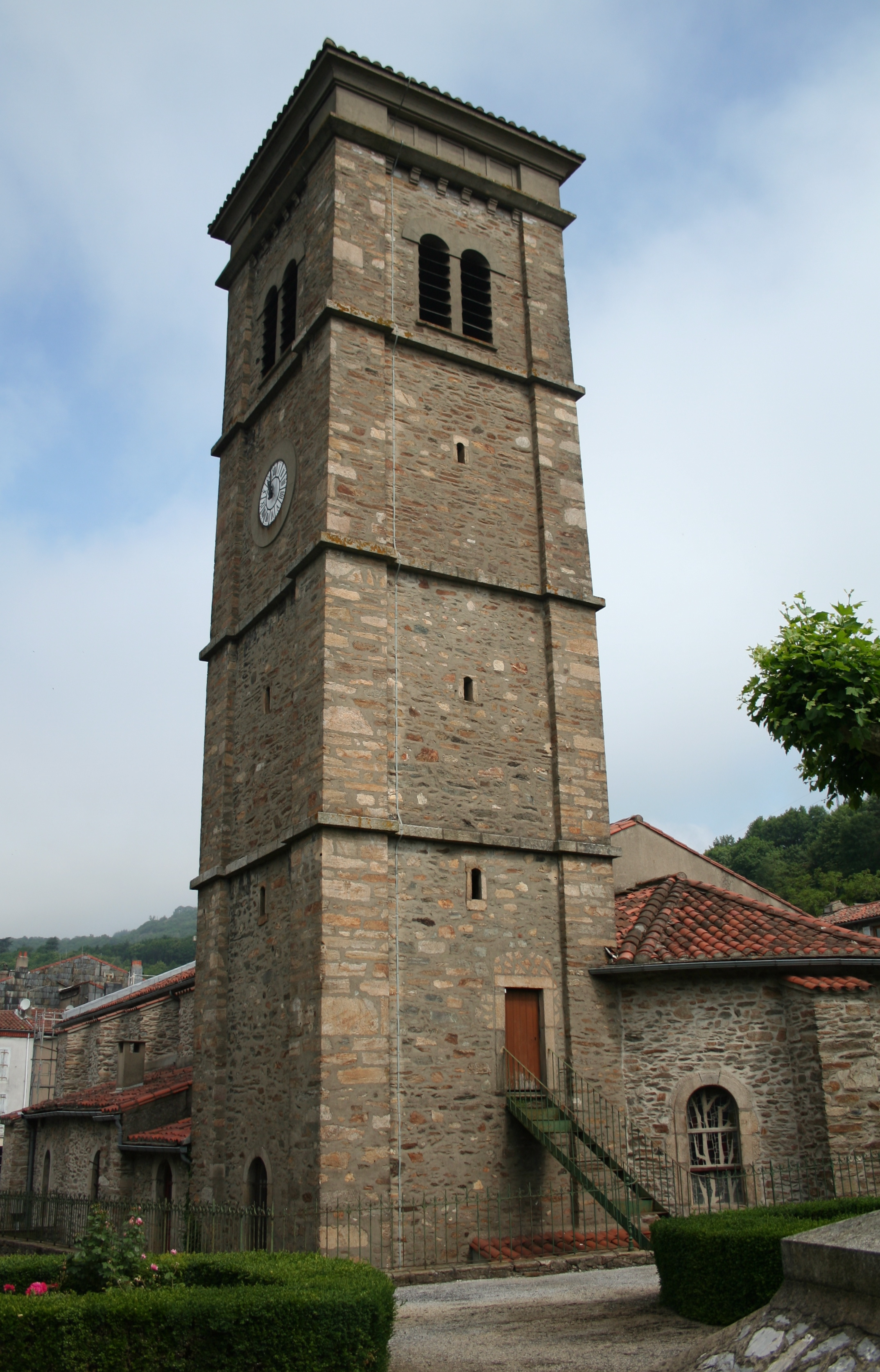
Колокольня церкви Св. Сатурнина
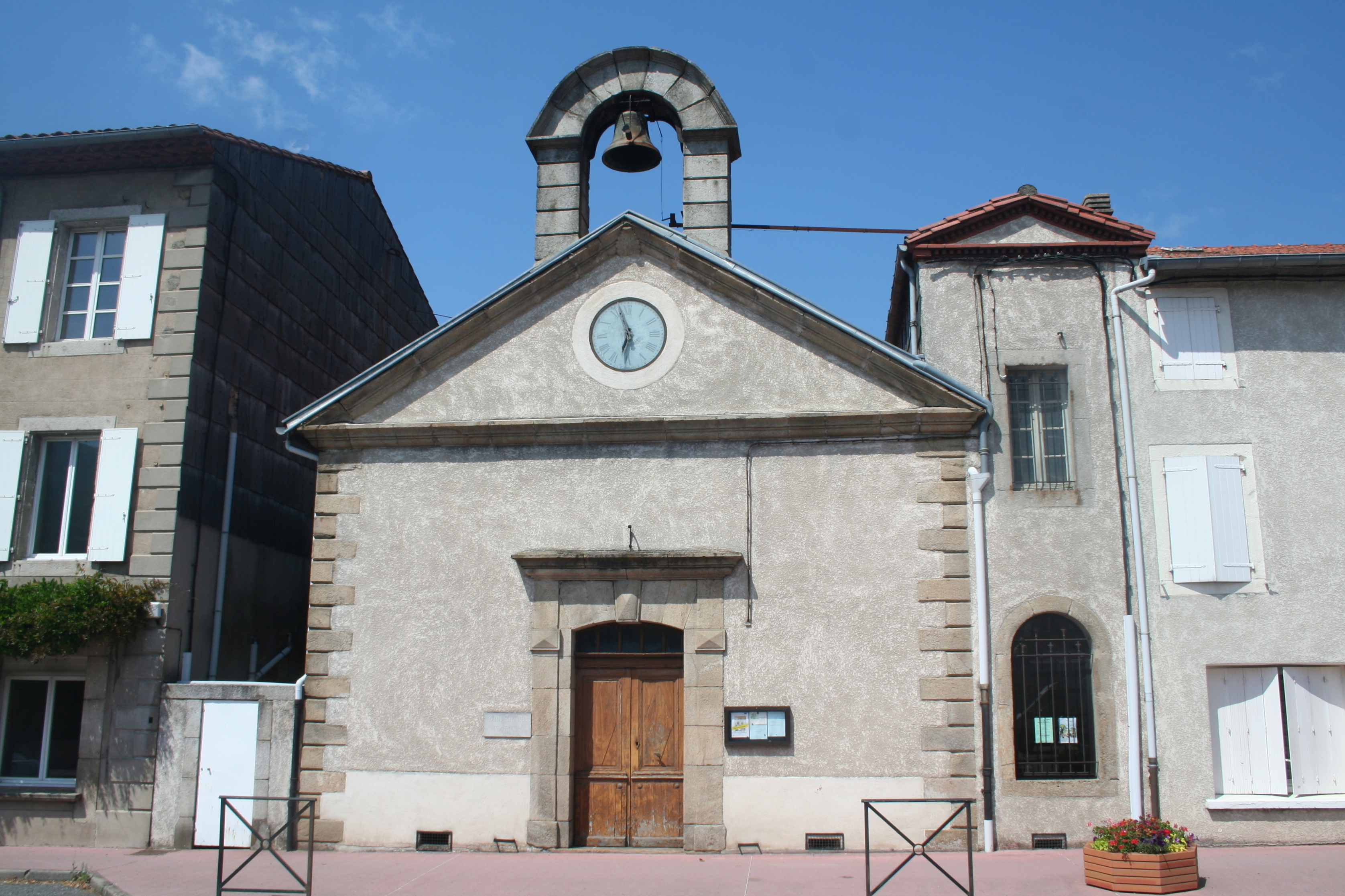
Церковь
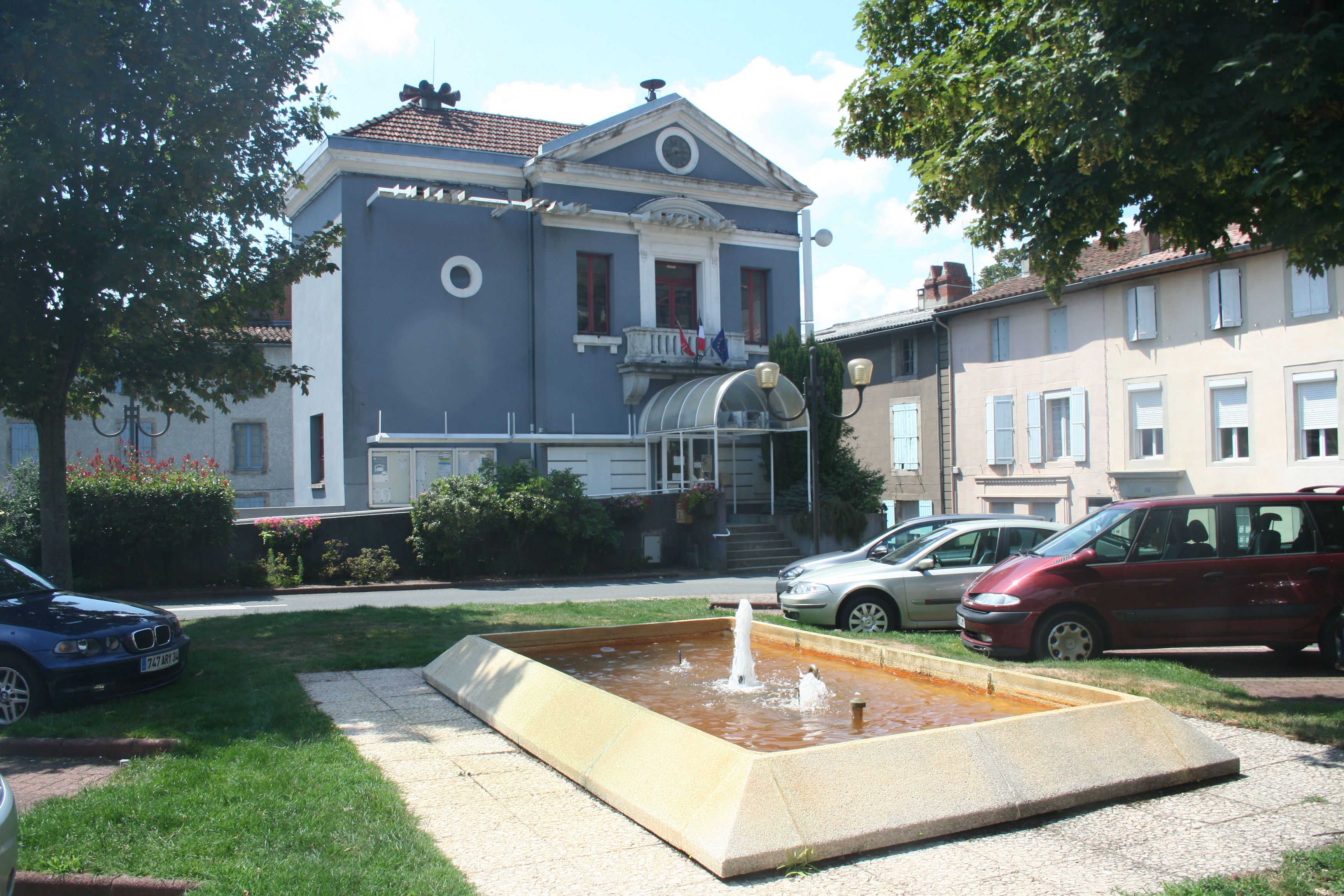
Мэрия
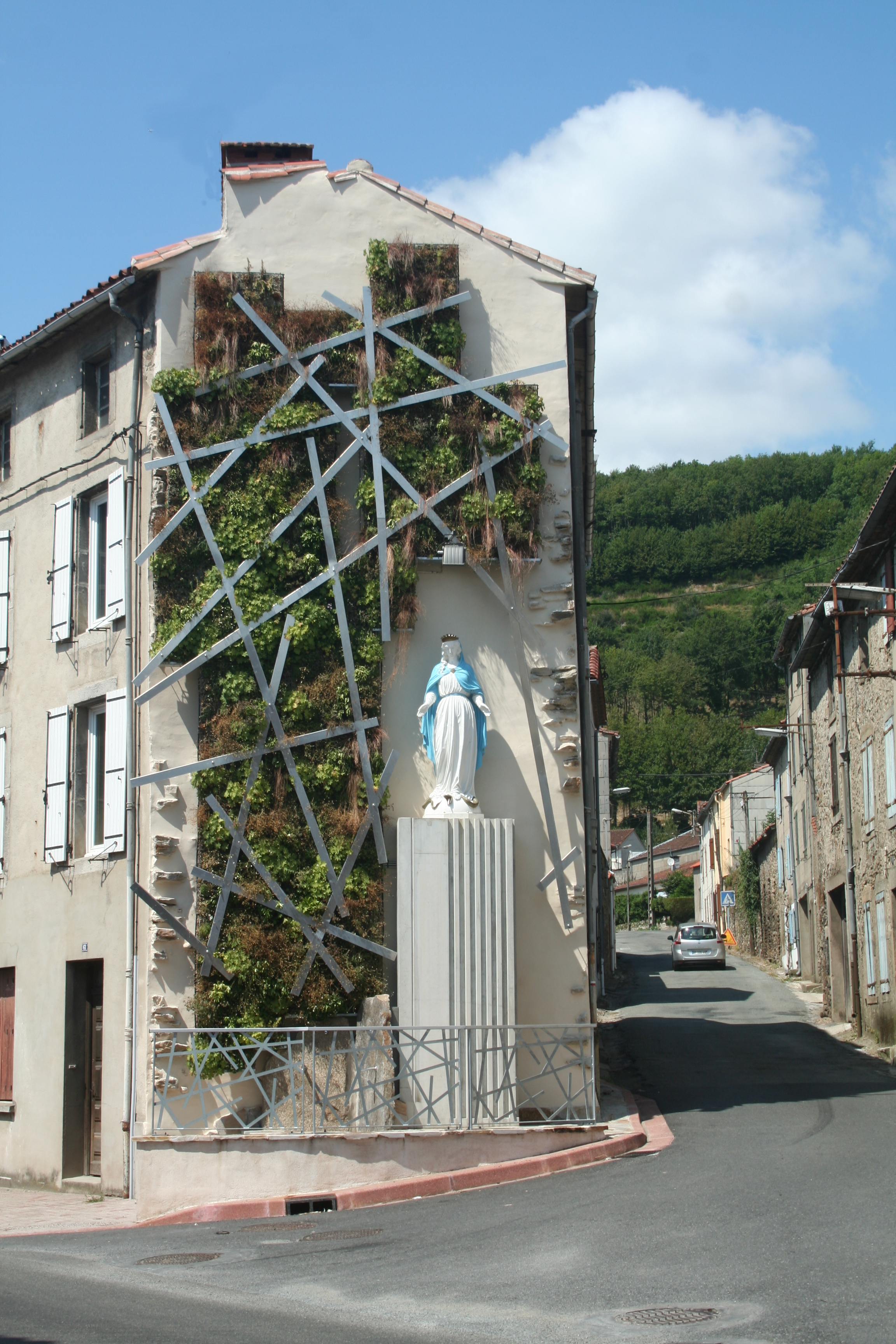
Статуя Девы Марии
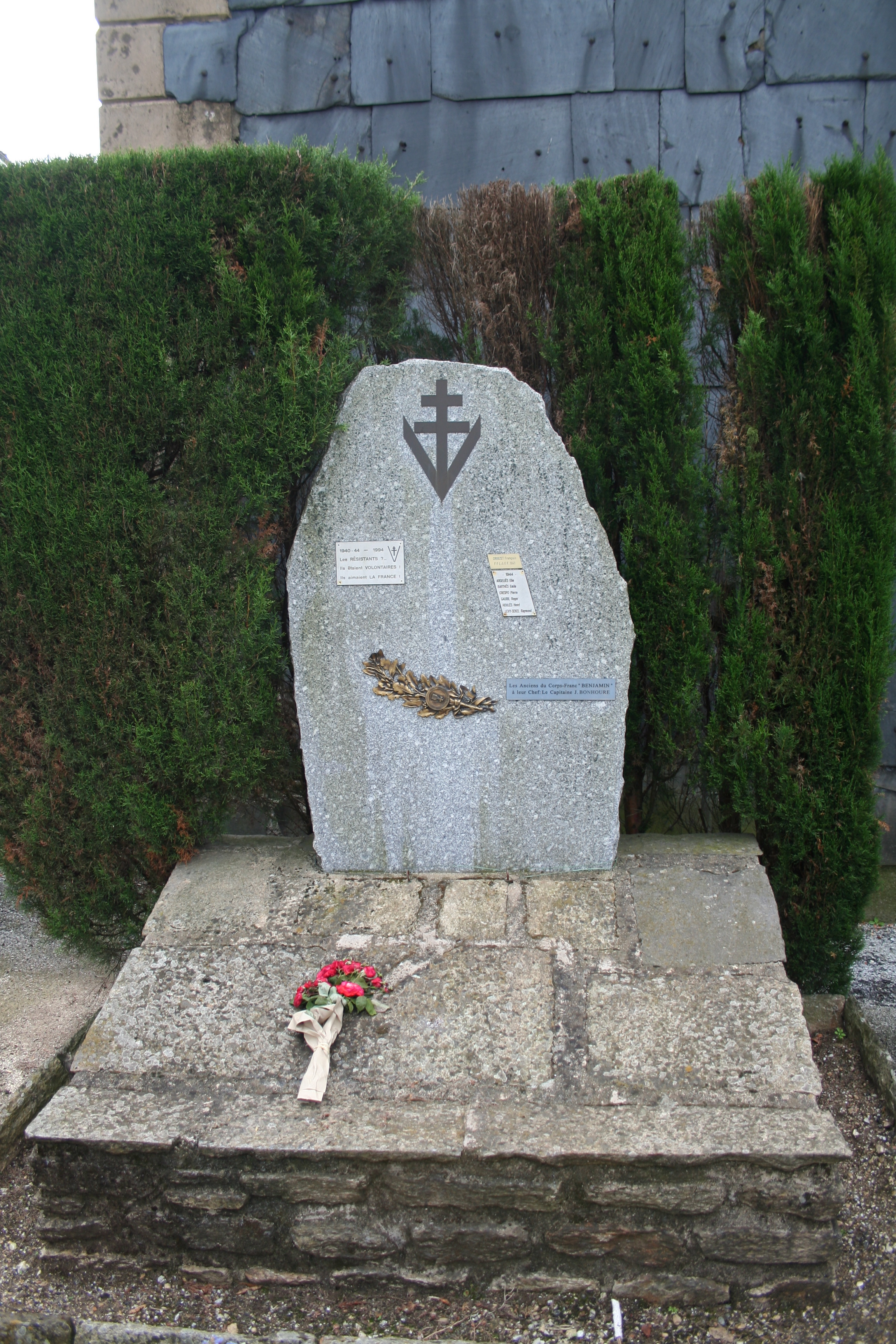
Мемориал движению Сопротивления
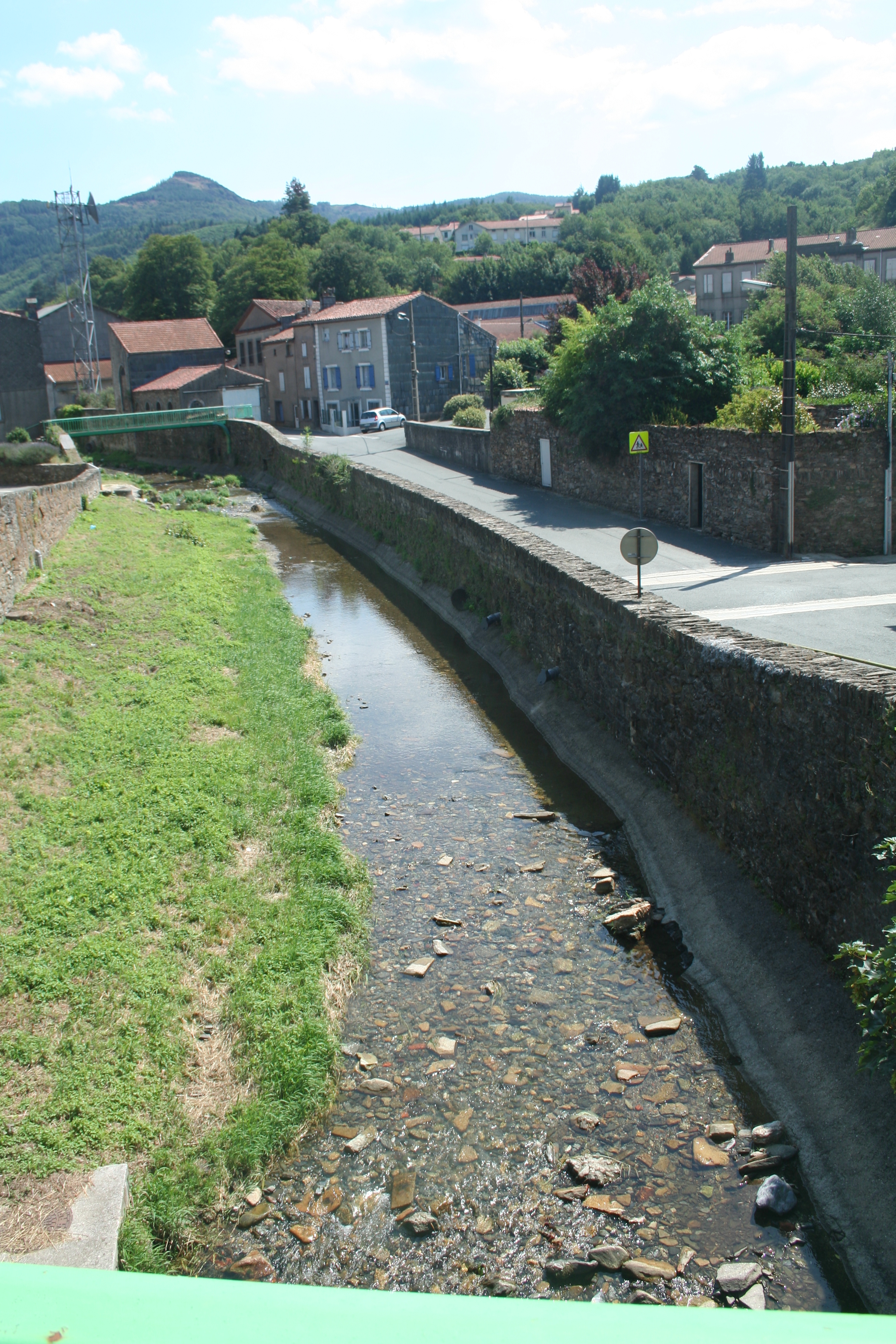
Река Торе
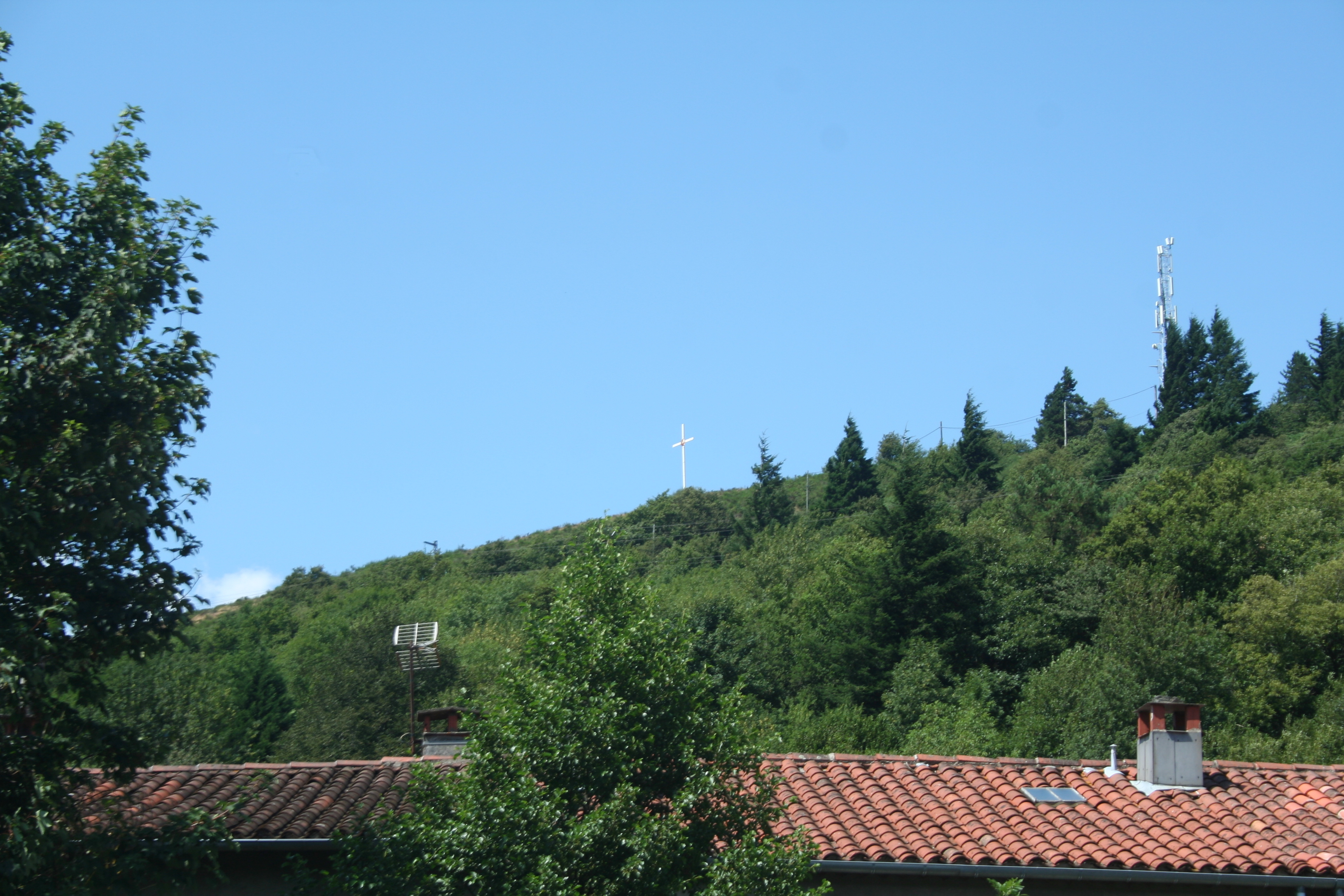
Крест